# Edotia pulchra
Edotia pulchra là một loài chân đều trong họ Idoteidae. Loài này được Brandt miêu tả khoa học năm 1990.